# Parafia św. Franciszka z Asyżu w Bronikowie
Parafia Świętego Franciszka z Asyżu w Bronikowie – parafia rzymskokatolicka, znajdująca się w archidiecezji poznańskiej, w dekanacie przemęckim. 
Od 1 sierpnia 2022 roku obowiązki proboszcza pełni ks. Maciej Jankowiak, który jest równocześnie proboszczem  parafii w Bukówcu Górnym.